# Opi
Opi är en ort och kommun i provinsen L'Aquila i regionen Abruzzo i Italien. Kommunen hade 405 invånare (2018).